# Мирољуб Чавић
Мирољуб Чавић бивши је југословенски и српски кошаркаш.

## Каријера
Чавић је играо за београдску Црвену звезду у Првој лиги Југославије преко девет сезона од 1954. до 1962. године. Освојио је два шампионата у две сезоне са Црвеном звездом када је тим водио тренер Небојша Поповић. Чавић је играо на више од 130 утакмица за Црвену звезду и нашао се на списку кошаркаша са преко 100 утакмица у Црвеној звезди.

## Награде и тројеји
- Прва лига Југославије у кошарци, два пута шампион (Са Црвеном звездом 1954 и 1955. године)